# Pomarkku
Pomarkku (Påmark trong tiếng Thụy Điển) là một đô thị của Phần Lan.
Vị trí ở tỉnh của Tây Phần Lan thuộc vùng Satakunta. Đô thị này có dân số 2.595 người (thời điểm năm 2003) và diện tích 331,54 km² trong đó có 32,19 km² là diện tích mặt nước. Mật độ dân số là 8,7 người trên mỗi km².
Dân đô thị này chỉ sử dụng tiếng Phần Lan